# Немтырёв, Анатолий Михайлович
Анатолий Михайлович Немтырёв (род. 24 декабря 1946, д. Патрикеево, Московская область) — советский гребец, восьмикратный чемпион СССР (1970, 1971, 1973, 1975—1979), чемпион Европы (1973), чемпион мира (1978), участник двух Олимпийских игр (1968, 1976). Заслуженный мастер спорта СССР (1978).

## Биография
Родился 24 декабря 1946 года в деревне Патрикеево Бронницкого района Московской области. В 1962 году поступил в Московский речной техникум, где начал заниматься академической греблей у Василия Багрецова. В дальнейшем в разные годы тренировался под руководством Валентины Серафимской, Анатолия Беленкова и Олега Голованова.
С конца 1960-х и до конца 1970-х годов входил в число ведущих советских гребцов, восемь раз становился чемпионом СССР в различных видах программы. В сборной страны дебютировал на Олимпийских играх в Мехико (1968), где, выступая в классе четвёрок с рулевыми, занял 6 место. В последующие годы становился чемпионом Европы (1973) и серебряным призёром чемпионата мира (1974) в той же дисциплине. В 1975 году выиграл серебряную медаль чемпионата мира в Ноттингеме в классе восьмёрок. В 1976 году участвовал в Олимпийских играх в Монреале в данной дисциплине. В 1978 году стал чемпионом мира в классе четвёрок без рулевых.
В 1980 году завершил свою спортивную карьеру. В 1983 году окончил ГЦИОЛИФК. В 1980-х и начале 1990-х годов был старшим тренером по академической гребле Всероссийского совета ВФСО «Динамо». Занимался также судейской деятельностью. В 2016 году ему была присвоена квалификационная категория «Спортивный судья всероссийской категории».